# Christian Wurm (Polizist)
Christian Heinrich Clemens Wurm (* 22. September 1771 in Ansbach; † 12. Januar 1835 in München), Königlich Bayerischer Polizeidirektor, war von 1806 bis 1818 „Polizeikommissär“ der Stadt Nürnberg und in dieser Funktion seit 1808 praktisch Oberhaupt der am 15. September 1806 ins Königreich Bayern eingegliederten Stadt.
Wurm stammte aus einer fränkischen Beamtenfamilie und studierte ab 1789 in Erlangen Jura. Als Erster Assessor der preußischen Polizeikommission in Fürth machte er in den Jahren 1800 bis 1802 durch seine harte Amtsführung auf sich aufmerksam. Obwohl er deswegen 1805 seines Amtes enthoben worden war, übernahm man ihn in den bayerischen Beamtendienst und machte ihn 1806 zum Polizeidirektor in Fürth. Unmittelbar nach der Übergabe Nürnbergs an Bayern übertrug ihm der bayerische Militärgouverneur für Franken, General Graf Friedrich Karl von Thürheim, die Polizeidirektion Nürnberg und die schwierige Aufgabe, das rebellische Nürnberg ins Königreich Bayern einzugliedern. Dabei stand vor allem auch im Mittelpunkt, die hohen Schulden der ehemaligen Freien Reichsstadt zu tilgen. Wurm war damit der Hauptverantwortliche dafür, dass zu diesem Zwecke eine Fülle wertvoller Kunstwerke aus Nürnberg nach München geschafft wurden.
Als Repräsentant der neuen Regierung wurde er bei Unruhen im Jahre 1809 von den Nürnbergern inhaftiert, erhielt aber nach seiner Freilassung wieder die Polizeigewalt in der Stadt. Er reorganisierte das Polizeiwesen der Stadt. Für viele Willkürakte und Gewalttätigkeiten der Polizei in dieser Zeit sahen die Nürnberger Wurm als Urheber an. Als „Polizeikommissärs“ war er quasi auch das Stadtoberhaupt und fungierte wie ein Bürgermeister, da es eine Zivilverwaltung nicht gab. Die alten Nürnberger Patrizierfamilien verweigerten konsequent eine Zusammenarbeit mit ihm, doch konnte Wurm im Bildungs- und Wirtschaftsbürgertum Unterstützung finden. In der Funktion als Stadtoberhaupt versuchte er auch, das Stadtbild nach damals als modern geltenden Vorstellungen zu gestalten, wobei ihm aber die beabsichtigte Schleifung der als hinderlich und unschön geltenden Stadtbefestigungen und Wehranlagen nicht gelang. In der Hungerkrise 1816/18 erwarb er sich große Verdienste um die Versorgung Nürnbergs.
Als in Nürnberg wie im übrigen Bayern im Jahre 1818 aufgrund des königlichen Gemeindeedikts eine Zivilverwaltung eingerichtet wurde, benötigte man die Dienste Christian Wurms nicht mehr. Wurm wollte zwar noch das neu eingerichtete Amt eines „Stadtkommissars“ erhalten, das zur Kontrolle des Nürnberger Magistrats geschaffen worden war. Man bot ihm aber nur eine Versetzung nach Regensburg an, was er ablehnte. Er übersiedelte nach München, wo er noch 17 Jahre bis zu seinem Tod lebte.
Siehe auch: Geschichte der Stadt Nürnberg